# Vladimír Hnidka
Vladimír Hnidka (* 15. března 1962) je původem slovenský mistr bojových umění (7. Dan ČSJu) , judistický trenér a bývalý špičkový mezinárodní rozhodčí IJF.

## Životopis
S judem začínal v slovenském Martině pod vedením trenéra Jozefa Zanovita. Od devadesátých letech dvacátého století působí jako judistický trenér v Bavorsku.[zdroj?] V roce 1999 získal mezinárodní rozhodcovskou licenci B a v roce 2003 licenci A. Mezi lety 2010-2016 patřil mezi nejlepší světové rozhodčí. Vystupoval pod českou registrací. V roce 2012 rozhodoval souboje na olympijských hrách v Londýně.
Je držitelem mistrovského technického stupně 7. Dan (2016). Žije s rodinou v německém Norimberku.[zdroj?]